# Alberto García Aspe
Alberto García-Aspe Mena (Ciudad de México, 11 de mayo de 1967) es un exfutbolista mexicano que se desempeñaba como mediocampista. En su carrera profesional García Aspe jugó para los clubes mexicanos Pumas, Necaxa, América y Puebla, y también tuvo un breve paso en Argentina con River Plate. Ha trabajado en medios como Televisa Deportes, Fox Sport y W Deportes como analista. Así mismo, ha sido directivo de Pumas. 
Fue un referente de la selección nacional de México a finales de la década de 1980 y parte de la década de 1990, con la cual disputó un total de 109 partidos internacionales y marcó 21 goles  con el Tri, pese a no ser delantero. García Aspe asistió a las copas mundiales de Estados Unidos 1994, Francia 1998 y Corea-Japón 2002.

## Futbolista

### U.N.A.M.
En su carrera futbolística debutó con el equipo de los Pumas de la UNAM en 1984, derrotando a los Camoteros del Puebla 4-2. 
Logró ser campeón de Liga en la temporada 1990/91, tras ser líder absoluto en la fase regular y coronándose en la gran final frente al América, al empatar 3-3 en el marcador global, pero siendo el título para los Pumas por anotar más goles de visitante en esa instancia.

### Necaxa
En 1991 fue transferido al Necaxa, teniendo en este equipo una etapa muy exitosa, en la temporada, 1992-93 fue líder general de la fase regular, sin embargo fue eliminado por el Puebla en la semifinal.
Para la campaña 1994-95 se coronó Campeón de Liga, al vencer en la gran final, al Cruz Azul con marcador global de 2-0, con goles de Ivo Basay y Álex Aguinaga. También logró ganar la Copa México 1995, en la final derrotaron al Veracruz.
En la temporada 1995-96 consiguió repetir el título de Liga, en lo que fue la última edición de los torneos anuales en el fútbol mexicano, se coronó ante el Atlético Celaya, el resultado en esa final fue de un empate global de 1-1, pero el criterio de gol como visitante le dio el título al Necaxa.

### River Plate
En 1995 se fue cedido a River Plate de Argentina, llegó con el rumor infundado de ser el jugador con el sueldo más alto en el plantel "Millonario", lo cual generó mucha presión para el jugador, además de su lenta adaptación, terminó saliendo del club porteño por la puerta de atrás.

### América
En 1997 fue traspasado del Necaxa al América, en el equipo de Coapa tuvo un paso regular, llegó a portar en algunos juegos el gafete de capitán, sin embargo fue una época de pocas satisfacciones para los aficionados azulcremas.

### Puebla
Su retiro como jugador profesional fue portando la casaca del Puebla, en un pletórico Estadio Cuauhtémoc, que fue toda una fiesta de homenaje para el aguerrido y no menos temperamental número 8, el capitán de la selección Mexicana con un carácter legendario.

## Selección nacional
Su debut en la selección nacional fue el 21 de febrero de 1989 en una victoria de 2-1 contra Guatemala. Jugó en 86 partidos para su país, anotando 21 goles. Además, García Aspe jugó en 3 copas mundiales 1994, 1998 y 2002.
Fue el primer jugador mexicano en anotar gol en dos distintas Copas del Mundo, le hizo uno de penal a Bulgaria en 1994 y otro, también de penal a Bélgica en 1998.

### Participaciones en torneos internacionales
| Competición                     | Categoría | Sede                  | Resultado        | Partidos | Goles |
| ------------------------------- | --------- | --------------------- | ---------------- | -------- | ----- |
| Copa América 1993               | Absoluta  | Ecuador               | Subcampeón       | 6        | 1     |
| Copa Mundial FIFA 1994          | Absoluta  | Estados Unidos        | Octavos de final | 3        | 1     |
| Copa Rey Fahd 1995              | Absoluta  | Arabia Saudita        | Tercer lugar     | 3        | 0     |
| Copa América 1995               | Absoluta  | Uruguay               | Cuartos de final | 4        | 0     |
| Copa de Oro de la Concacaf 1996 | Absoluta  | Estados Unidos        | Campeón          | 3        | 0     |
| Copa Mundial FIFA 1998          | Absoluta  | Francia               | Octavos de final | 4        | 1     |
| Copa América 1999               | Absoluta  | Paraguay              | Tercer lugar     | 4        | 0     |
| Copa FIFA Confederaciones 1999  | Absoluta  | México                | Campeón          | 2        | 0     |
| Copa América 2001               | Absoluta  | Colombia              | Subcampeón       | 4        | 1     |
| Copa Mundial FIFA 2002          | Absoluta  | Corea del Sur y Japón | Octavos de final | 1        | 0     |
| Total                           | –         | –                     | –                | 46       | 6     |

### Goles internacionales
| #   | Fecha                   | Venue                                                                | Oponente          | Marcador | Resultado    | Competición                |
| --- | ----------------------- | -------------------------------------------------------------------- | ----------------- | -------- | ------------ | -------------------------- |
| 1.  | 26 de abril de 1988     | Estadio Marte R. Gómez, Ciudad Victoria, México                      | Honduras          | 3–0      | 4–1          | Amistoso                   |
| 2.  | 4 de abril de 1993      | Estadio Cuscatlán, San Salvador, El Salvador                         | El Salvador       | 1–0      | 1–2          | Clasificación Mundial 1994 |
| 3.  | 25 de abril de 1993     | Estadio Azteca, Ciudad de México, México                             | Canadá            | 4–0      | 4–0          | Clasificación Mundial 1994 |
| 4.  | 2 de mayo de 1993       | Estadio Tiburcio Carías Andino, Tegucigalpa, Honduras                | Honduras          | 1–0      | 4–1          | Clasificación Mundial 1994 |
| 5.  | 10 de junio de 1993     | Estadio Azteca, Ciudad de México                                     | Paraguay          | 2–0      | 3–1          | Amistoso                   |
| 6.  | 27 de junio de 1993     | Estadio Olímpico Atahualpa, Quito, Ecuador                           | Perú              | 1–0      | 4–2          | Copa América 1993          |
| 7.  | 27 de junio de 1993     | Estadio Olímpico Atahualpa, Quito, Ecuador                           | Perú              | 3–0      | 4–2          | Copa América 1993          |
| 8.  | 8 de agosto de 1993     | Estádio Rei Pelé, Maceió, Brasil                                     | Brasil            | 1–1      | 1–1          | Amistoso                   |
| 9.  | 2 de febrero de 1994    | Oakland–Alameda County Coliseum, Oakland, California, Estados Unidos | Rusia             | 1–1      | 1–4          | Amistoso                   |
| 10. | 5 de julio de 1994      | Giants Stadium, East Rutherford, Nueva Jersey, Estados Unidos        | Bulgaria          | 1–1      | 1–1 (p.s.o.) | Copa Mundial FIFA 1994     |
| 11. | 24 de junio de 1995     | Cotton Bowl, Dallas, United States                                   | Nigeria           | 1–1      | 2–1          | 1995 U.S. Cup              |
| 12. | 18 de mayo de 1996      | Soldier Field, Chicago, United States                                | Eslovaquia        | 1–0      | 5–2          | Friendly                   |
| 13. | 18 de mayo de 1996      | Soldier Field, Chicago, United States                                | Eslovaquia        | 3–1      | 5–2          | Friendly                   |
| 14. | 19 de enero de 1997     | Rose Bowl, Pasadena, California, United States                       | Estados Unidos    | 2–0      | 2–0          | Copa Usa 1997              |
| 15. | 15 de octubre de 1997   | Estadio Azteca, Ciudad de México                                     | El Salvador       | 2–0      | 5–0          | Clasificación Mundial 1998 |
| 16. | 24 de febrero de 1998   | Pro Player Stadium, Miami Gardens, Florida, Estados Unidos           | Países Bajos      | 2–3      | 2–3          | Amistoso                   |
| 17. | 9 de mayo de 1998       | Stadio Enzo Mazotti, Montecatini Terme, Italia                       | Estonia           | 1–0      | 6–0          | Amistoso                   |
| 18. | 31 de mayo de 1998      | Stade Olympique de la Pontaise, Lausanne, Suiza                      | Japón             | 1–0      | 2–1          | Amistoso                   |
| 19. | 20 de junio de 1998     | Stade Chaban-Delmas, Burdeos, Francia                                | Bélgica           | 1–2      | 2–2          | Copa Mundial FIFA 1998     |
| 20. | 25 de julio de 2001     | Estadio Hernán Ramírez Villegas, Pereira, Colombia                   | Uruguay           | 2–1      | 2–1          | Copa América 2001          |
| 21. | 5 de septiembre de 2001 | Estadio Azteca, Ciudad de México                                     | Trinidad y Tobago | 1–0      | 3–0          | Clasificación Mundial 2002 |

## Estadísticas
Las siguientes tablas detalla los encuentros disputados y los goles marcados en los clubes en los que ha militado y en selección nacional.

### Clubes
| U.N.A.M. · México |               |               |     |     |    |    |    |     |     |     |
| 1.ª | 1984-85       | 18            | 2   | -   | -  | -  | -  | 18  | 2   |     |
| 1.ª | 1985-86       | 16            | 5   | -   | -  | -  | -  | 16  | 5   |     |
| 1.ª | 1986-87       | 37            | 8   | -   | -  | -  | -  | 37  | 8   |     |
| 1.ª | 1987-88       | 37            | 9   | 6   | 1  | -  | -  | 43  | 10  |     |
| 1.ª | 1988-89       | 27            | 5   | 6   | 0  | -  | -  | 33  | 5   |     |
| 1.ª | 1989-90       | 8             | 1   | 2   | 0  | 4  | 0  | 14  | 1   |     |
| 1.ª | 1990-91       | 40            | 11  | 5   | 3  | 1  | 0  | 46  | 14  |     |
| Total club | Total club    | 183           | 41  | 19  | 4  | 5  | 0  | 207 | 45  |     |
| I.D. Necaxa · México |               |               |     |     |    |    |    |     |     |     |
| 1.ª | 1991-92       | 37            | 10  | 5   | 1  | -  | -  | 42  | 11  |     |
| 1.ª | 1992-93       | 39            | 14  | -   | -  | -  | -  | 39  | 14  |     |
| 1.ª | 1993-94       | 30            | 13  | -   | -  | 3  | 0  | 33  | 13  |     |
| 1.ª | 1994-95       | 42            | 12  | 3   | 0  | 8  | 0  | 53  | 12  |     |
| 1.ª | 1995-96       | 19            | 5   | -   | -  | -  | -  | 19  | 5   |     |
| 1.ª | 1996-97       | 35            | 17  | 6   | 3  | 5  | 0  | 46  | 20  |     |
| Total club | Total club    | 202           | 71  | 14  | 4  | 16 | 0  | 232 | 75  |     |
| C.A. River Plate Argentina |               |               |     |     |    |    |    |     |     |     |
| 1.ª | 1995-96       | 5             | 0   | -   | -  | -  | -  | 5   | 0   |     |
| Total club | Total club    | 5             | 0   | -   | -  | -  | -  | 5   | 0   |     |
| Club América · México |               |               |     |     |    |    |    |     |     |     |
| 1.ª | 1997-98       | 33            | 8   | 1   | 0  | 9  | 2  | 43  | 10  |     |
| 1.ª | 1998-99       | 30            | 3   | 1   | 0  | -  | -  | 31  | 3   |     |
| Total club | Total club    | 63            | 11  | 2   | 0  | 9  | 2  | 74  | 13  |     |
| Puebla F.C. · México |               |               |     |     |    |    |    |     |     |     |
| 1.ª | 1999-00       | 32            | 7   | -   | -  | -  | -  | 32  | 7   |     |
| 1.ª | 2000-01       | 39            | 12  | -   | -  | -  | -  | 39  | 12  |     |
| 1.ª | 2001-02       | 26            | 10  | -   | -  | -  | -  | 26  | 10  |     |
| Total club | Total club    | 97            | 29  | -   | -  | -  | -  | 97  | 29  |     |
| Total carrera | Total carrera | Total carrera | 550 | 152 | 35 | 8  | 25 | 2   | 610 | 162 |
| (1)Incluye datos de la Copa México y Pre Pre Libertadores (1998 y 1999). (2)Incluye datos de la Copa Interamericana (1990), Copa de Campeones de la Concacaf (1989 y 1996) Recopa de la Concacaf (1994) Pre Libertadores (1998) y Copa Libertadores (1998). |               |               |     |     |    |    |    |     |     |     |

## Palmarés

### Clubes
Títulos Nacionales
| Título               | Club     | País   | Año     |
| -------------------- | -------- | ------ | ------- |
| Primera División     | U.N.A.M. | México | 1990-91 |
| Copa México          | Necaxa   | México | 1995    |
| Primera División     | Necaxa   | México | 1994-95 |
| Campeón de Campeones | Necaxa   | México | 1995    |
| Primera División     | Necaxa   | México | 1995-96 |

Títulos Internacionales
| Título                  | Club     | País   | Año  |
| ----------------------- | -------- | ------ | ---- |
| Copa Campeones CONCACAF | U.N.A.M. | México | 1989 |
| Recopa CONCACAF         | Necaxa   | México | 1994 |

### Selecciones Nacionales
| Título                    | Equipo           | Sede           | Año  |
| ------------------------- | ---------------- | -------------- | ---- |
| Copa Oro CONCACAF         | Selección México | Estados Unidos | 1996 |
| Copa FIFA Confederaciones | Selección México | México         | 1999 |

## Directivo
En mayo de 2012 es contratado por Pumas U.N.A.M., para tomar el cargo de Vicepresidente Deportivo del club auriazul. Bajo su mando pasaron técnicos como Joaquín del Olmo, Mario Carillo y Antonio Torres Servín. Todos ellos sin mucho éxito en sus carreras.
En agosto de 2013 fue cesado de su cargo, sumándose a la larga lista de directivos que han fracasado en el club universitario.
| Club    | País   | Año       |
| ------- | ------ | --------- |
| U.N.A.M | México | 2012-2013 |

## Comentarista
Formó parte de Televisa Deportes como comentarista y analista en juegos de la Liga de México, además de integrar el panel del programa dominical En la jugada.
En diciembre de 2013 fue contratado por Fox Sports para formar parte de su equipo de analistas, principalmente en el programa La última palabra, también suele ser enviado especial, siguiendo a la Selección Mexicana de Fútbol en todos sus partidos.